# كولن هاريسون
كولن هاريسون (بالإنجليزية: Colin Harrison) (18 مارس 1946 في المملكة المتحدة - ) هو لاعب كرة قدم بريطاني في مركز الدفاع. لعب مع نادي والسول ونادي راشل أوليمبيك.

## وصلات خارجية
- كولن هاريسون على موقع قاعدة بيانات كرة القدم.إي يو (الإنجليزية)